# Hilarographini
Los hilarografinos (Hilarographini) son una tribu de lepidópteros ditrisios de la familia Tortricidae.  La tribu tiene los siguientes géneros.

## Géneros
- Charitographa
- Hilarographa
- Idiothauma
- Mictocommosis
- Nexosa
- Thaumatographa
- Tortrimosaica